# Toponymie de la Suisse romande
Cet article liste différents toponymes utilisés en Suisse romande.
- Bisse, un canal d'amené d'eau potable.
- Nant, un cours d'eau.
- Sex, parfois orthographié scex ou six, désigne un rocher isolé ou une falaise.
- Vanil désigne un sommet rocheux.

### Sources
- Gilbert Künsi et Charles Kraege, Montagnes romandes : A l'assaut de leur nom, Cabédita, 2001.
- Gilbert Künsi et Charles Kraege, Rivières romandes : A la source de leur nom, Cabédita, 1999.